# Seznam kostelů a modliteben v Českých Budějovicích

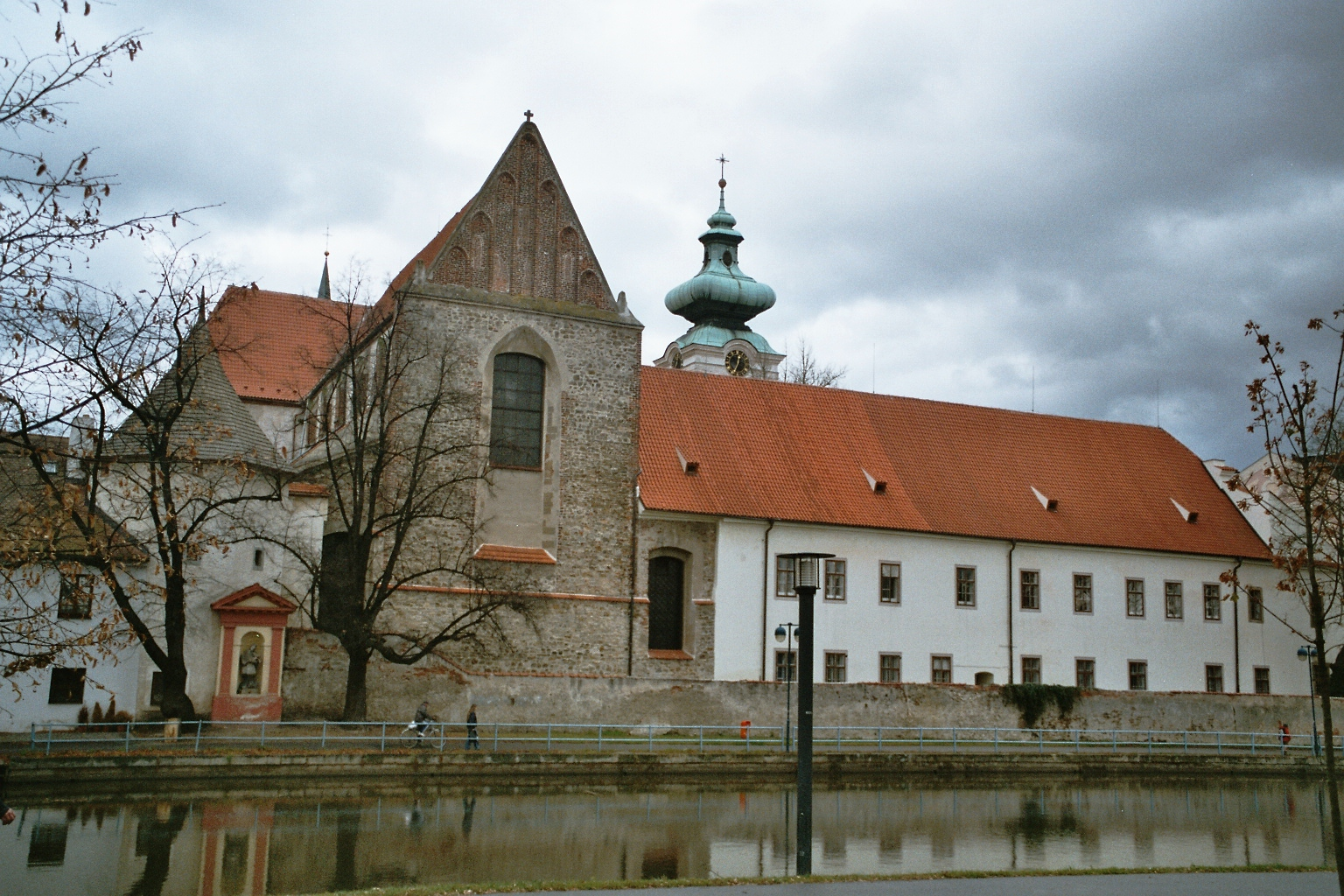
kostel Obětování Panny Marie

Jako významné královské město, sídlo většího počtu klášterů a později centrum českobudějovické diecéze a krajské město měly České Budějovice rozsáhlé možnosti k vybudování celé řady kostelů a modliteben, z nichž většina přetrvala do dnešních dob a stále slouží svému původnímu účelu.

## Charakteristika
Většina náleží katolíkům (České Budějovice zůstaly nepokořenou baštou katolicismu i za husitských válek), z pozdějších dob pocházejí kostely a modlitebny československé církve husitské a dalších protestantských církví a denominací. Dva nejstarší kostely (katedrála svatého Mikuláše a klášterní kostel Obětování Panny Marie) náleží k nejvýznamnějším historickým a kulturním památkám České republiky.
Seznam obsahuje síňové a domácí kaple, tedy takové, které uzavírají prostor chápaný jako modlitebnu. Kaple výklenkové a jim podobná zděná boží muka obsahuje samostatný seznam drobných sakrálních památek v Českých Budějovicích.

## Stále funkční
| Název                                          | Obrázek                                        | Církev                                               | Umístění              | Založení    | Galerie                                                                                            | Popis |
| ---------------------------------------------- | ---------------------------------------------- | ---------------------------------------------------- | --------------------- | ----------- | -------------------------------------------------------------------------------------------------- | --- |
| Betlémský sbor                                 |                                                | čsl. husitská                                        | Lidická 218           |             | | Rožnov, Lidická 1120/218, bohoslužby pravidelně v neděli od 8 hodin. |
| Husův dům                                      | Husův sbor                                     | čsl. husitská                                        | U Výstaviště 10       |             | Kategorie „Husův dům (České Budějovice)“ na Wikimedia Commons                                      | Čtyři Dvory, U Výstaviště 509/10, poblíž autobusové zastávky U Parku, bohoslužby pravidelně v neděli od 11 hodin. |
| Husův sbor                                     | Husův sbor                                     | čsl. husitská                                        | Palackého náměstí 1   | 1924        | Kategorie „Husův sbor (České Budějovice)“ na Wikimedia Commons                                     | Palackého náměstí, bohoslužby pravidelně v neděli od 9 hodin. |
| kaple Nanebevzetí Panny Marie                  | Kaple Nanebevzetí Panny Marie                  | římskokatolická                                      | náměstí Švabinského   | 1883        | Kategorie „Chapel of the Assumption of Virgin Mary (Mladé)“ na Wikimedia Commons                   | Mladé, novogotická návesní kaple. Modlitby v úterý v 17 hodin. |
| kaple Nejsvětějšího Srdce Ježíšova             | budova Biskupského gymnázia                    | římskokatolická                                      | Jirsíkova 5           | 1991        | | Školní kaple Biskupského gymnázia, zřízení povolil brněnský biskup 1. 9. 1991. |
| kaple Panny Marie                              | budova biskupství                              | římskokatolická                                      | Biskupská 4           | 18. století | | Domácí kaple v biskupské rezidenci zasvěcená Panně Marii, kde je uložen originál obrazu Panny Marie Budějovické. |
| kaple Smrtelných úzkostí Páně                  | kaple Smrtelných úzkostí Páně                  | římskokatolická (vlastník), řeckokatolická (užívání) | Kněžská               | 1727–1731   | Kategorie „kaple Smrtelných úzkostí Páně (České Budějovice)“ na Wikimedia Commons                  | *Ve čtvrtek a v přikázané svátky v 19:00 řeckokatolické bohoslužby. Křižovatka ulic Kanovnická a Kněžská. |
| kaple svaté Karoliny                           | kaple svaté Karolíny                           | římskokatolická                                      | hřbitov Mladé         | 1891        | | Mladé, novogotická hřbitovní kaple. Původně hrobka rodu Kleinů a Marionů. |
| kaple svaté Otýlie                             | Kaple svaté Otýlie                             | římskokatolická                                      | hřbitov svaté Otýlie  | 1891        | Kategorie „Chapel of Saint Odile (České Budějovice)“ na Wikimedia Commons                          | Novorománská hřbitovní kaple. Bohoslužby v neděli od 9:30. |
| kaple svatého Gorazda                          |                                                | římskokatolická                                      | Puchmajerova 2        | 2004        | | Suché Vrbné, zřízena v kněžském domově v roce 2004. |
| kaple svatého Jana Nepomuckého                 |                                                | římskokatolická                                      | Třebotovice           | 1862–1863   | | Novorománská kaple se zvoničkou byla vysvěcena 16. května 1863. |
| kaple svatého Josefa                           | Kaple svatého Josefa                           | římskokatolická                                      | Na Sadech 19          | 1871        | Kategorie „Kaple svatého Josefa (České Budějovice)“ na Wikimedia Commons                           | Bývalé Vídeňské předměstí, kaple kláštera kongregace Školských sester de Notre Dame v domě U Svatého Josefa. Bohoslužby denně v 6:30. |
| kaple Jana Nepomuka Neumanna                   | Kaple Teologické fakulty                       | římskokatolická                                      | Kněžská 8             |             | Kategorie „Chapel at Faculty of Theology (České Budějovice)“ na Wikimedia Commons                  | Ve druhém patře budovy Teologické fakulty. Veřejnosti běžně nepřístupná. |
| kaple v Kališti                                | kaple v Kališti                                | římskokatolická                                      | Kaliště               | 1874        | | Výstavba novorománské kaple se zvoničkou byla povolena 7. května 1872. |
| kaple Všech svatých země české                 | Všech svatých země české                       | pravoslavná                                          | Husova třída          | 1869        | Kategorie „Kaple Všech svatých země české (České Budějovice)“ na Wikimedia Commons                 | Čtyři Dvory, křižovatka ulic Husova a Sukova. Barokní, původně římskokatolickou kapli svatého Vojtěcha v majetku města užívá od roku 1993 pravoslavná církev. Bohoslužby každou druhou neděli v měsíci od 8:30.                                          |
| katedrála svatého Mikuláše                     |                                                | římskokatolická                                      | U Černé věže          | <1297       | Kategorie „Cathedral of Saint Nicholas (České Budějovice)“ na Wikimedia Commons                    | V centru u severovýchodního roku náměstí Přemysla Otakara II. V letech 2011-2013 byla katedrála opravena. Rozpis bohoslužeb zde. |
| klášterní kostel Obětování Panny Marie         | Kostel Obětování Panny Marie                   | římskokatolická                                      | Piaristické náměstí   | 1265        | Kategorie „Church of Presentation of the Virgin Mary (České Budějovice)“ na Wikimedia Commons      | Historické jádro, bývalý dominikánský konvent. Rozpis bohoslužeb v samostatném článku. |
| kostel Božského srdce Páně                     | kostel Božského srdce Páně                     | římskokatolická                                      | Rudolfovská třída     | 1903–1904   | Kategorie „Church of the Sacred Heart (České Budějovice)“ na Wikimedia Commons                     | Na křižovatce ulic Lipenská a Rudolfovská (č. p. 1980). Součást kláštera kongregace sester Nejsvětější Svátosti. Bohoslužby v 7:00 (úterý, pátek), v 8:00 (neděle) a v 18:00 (pondělí, středa, čtvrtek, sobota).                                         |
| kostel Českobratrské církve evangelické        | Kostel Českobratrské církve evangelické        | evangelická                                          | tř. 28. října 26      | 1899        | Kategorie „Evangelical church (České Budějovice)“ na Wikimedia Commons                             | Kostel vystavěný německými luterány sloužil do roku 1934 německému evangelickému sboru i pro sbor Českobratrské církve evangelické. |
| kostel Panny Marie Královny Andělů             | kostel Panny Marie Královny Andělů             | římskokatolická                                      | Novohradská           | 1938–1940   | Kategorie „Church of Our Lady the Queen of Angels (Nové Hodějovice)“ na Wikimedia Commons          | Nové Hodějovice, křižovatka Novohradské a Ke Studánce. Bohoslužby každou neděli od 10:30. |
| kostel Panny Marie Růžencové                   | kostel Panny Marie Růžencové                   | římskokatolická, řeckokatolická                      | Žižkova třída 4       | 1899–1900   | Kategorie „Church of the Virgin Mary of the Rosary in České Budějovice“ na Wikimedia Commons       | Součást kláštera Kongregace bratří Nejsvětější Svátosti (petrínů). Bohoslužby v 9:00 krom pondělí (v 17:00) a čtvrtka (v 16:00); v neděli v 11:00 se koná řeckokatolická liturgie.                                                                       |
| kostel svatého Cyrila a Metoděje               | kostel svatého Cyrila a Metoděje               | římskokatolická                                      | Puchmajerova 2        | 1935        | Kategorie „Church of Saints Cyril and Methodius (České Budějovice)“ na Wikimedia Commons           | Suché Vrbné, součást původního kláštera kongregace bratří těšitelů z Gethseman (fungoval do roku 1950). Bohoslužby v pátek v 17:00 a v neděli v 8:30. |
| kostel svatého Jana Nepomuckého                | Kostel svatého Jana Nepomuckého                | římskokatolická                                      | Boženy Němcové        | 1914–1915   | Kategorie „Church of Saint John of Nepomuk (České Budějovice)“ na Wikimedia Commons                | Mezi ulicemi Boženy Němcové, Generála Svobody a Jánská. Zajímavostí stavby je teplovzdušné podlahové vytápění. Bohoslužby v 7:30 (středa, pátek), v 9:00 (neděle) a v 18:00 zimního (resp. standardního) času nebo 19:00 letního času (čtvrtek, sobota). |
| kostel svatého Jana Křtitele a svatého Prokopa | kostel svatého Jana Křtitele a svatého Prokopa | římskokatolická                                      | Staroměstská          | 13. století | Kategorie „Kostel svatého Jana Křtitele a svatého Prokopa (České Budějovice)“ na Wikimedia Commons | Křižovatka ulic Staroměstská a Puklicova, nejstarší kostel na současném území Českých Budějovic, který exist:oval již před založením města. Bohoslužby v pátek (16:30 zimního, resp. standardního času nebo 17:30 letního času) a v neděli (8:30).       |
| kostel svaté Rodiny                            | kostel Svaté rodiny                            | římskokatolická                                      | Karla IV.             | 1886–1888   | Kategorie „Church of the Holy Family (České Budějovice)“ na Wikimedia Commons                      | Senovážné náměstí, křižovatka ulic Karla IV. a Jirsíkova. |
| kostel svatého Václava                         | kostel svatého Václava                         | římskokatolická                                      | Kostelní              | 1868–1870   | Kategorie „Church of Saint Wenceslaus (České Budějovice)“ na Wikimedia Commons                     | Jižní část kostelní ulice, pod bývalým hotelem Gomel. Od října do června první úterý v měsíci od 18:00 bohoslužba slova, pravidelné boholsužby v neděli od 11:00.                                                                                        |
| kostel svatého Vojtěcha                        | kostel svatého Vojtěcha                        | římskokatolická                                      | Emy Destinové         | 1938–1939   | Kategorie „Church of Saint Adalbert of Prague (České Budějovice)“ na Wikimedia Commons             | Součást farnosti svatého Vojtěcha spravované salesiány. Rozpis bohoslužeb v samostatném článku. |
| modlitebna Adventistů sedmého dne              | modlitebna Adventistů sedmého dne              | adventisté                                           | Fráni Šrámka 34       |             | | Budova využívána od roku 1933, po revoluci vybudována nová s kapacitou 200 osob. Průčelí sálu zdobí malba na skle výtvarníka Zenkla z roku 1992. |
| modlitebna Apoštolské církve                   |                                                | apoštolská                                           | Riegrova 17           |             | | První patro činžovního domu v Riegrově ulici. |
| modlitebna Bratrské jednoty baptistů           | modlitebna Bratrské jednoty baptistů           | baptisté                                             | U Hvízdala 9a         |             | | U centra Arpida, postavena někdy mezi lety 2003 a 2006. |
| modlitebna Církve bratrské                     |                                                | bratrská                                             | J. Š. Baara 64        |             | | Dům s pozemkem daroval sboru v roce 1906 bratr Zícha. Nová (prostornější) modlitebna otevřena roku 2000. |
| nemocnice                                      | nemocnice, historická budova                   | římskokatolická                                      | areál nemocnice       |             | | Bohoslužby ve čtvrtek od 14 hodin (pokud je zájem).; od počátku roku 2018 slouží v nemocnici kaplan |
| Sbor Ježíše, knížete míru                      |                                                | čsl. husitská                                        | Vítězslava Nezvala 43 | 1953        | | Suché Vrbné, bohoslužby pravidelně v neděli v 9:15. |

Často se mezi budějovické kostely uvádí i katolický poutní kostel Panny Marie Bolestné v Dobré Vodě. Dobrá Voda byla ve druhé polovině 20. století součástí Českých Budějovic. Dnes je však samostatnou obcí, takže toto zařazení je sporné.

## Již nevyužívané k náboženským účelům
| Název                          | Obrázek                                       | Církev          | Umístění             | Založení       | Galerie                                                                                | Popis |
| ------------------------------ | --------------------------------------------- | --------------- | -------------------- | -------------- | -------------------------------------------------------------------------------------- | --- |
| kaple Hardtmuthovy hrobky      | Hardtmuthova hrobka                           | římskokatolická | Hřbitov v Mladém     | 1893           |                                                                                        | Zmínka o krádeži oltáře naznačuje, že byla hrobka (podobně jako jiná mauzolea, například hrobka Albina Dlouhého na hřbitově svaté Otýlie) vybavena kaplí.                |
| kaple hrobky dra A. Dlouhýho   | Rodinná hrobka dra A. Dlouhýho                | římskokatolická | Hřbitov svaté Otýlie | 1932           |                                                                                        | Hrobku nechal postavit starost Albin Dlouhý k příležitosti úmrtí jeho jediné dcery ve věku 18 let. Nadzemní část byla vybavena jako kaple, v současnosti zařízení chybí. |
| kaple Krauskopfovy hrobky      |                                               | římskokatolická | Hřbitov v Mladém     | 1896           |                                                                                        | Tzv. Malá kaple. V rohu hřbitova. |
| kaple svaté Máří Magdaleny     | kaple svaté Máří Magdaleny, portál            | římskokatolická | Čermákův dům         | 1494           | Kategorie „Chapel of Saint Mary Magdalene (České Budějovice)“ na Wikimedia Commons     | Domácí kaple v soukromém domě, nevyužívaná. Datum odpovídá vysvěcení. |
| kaple svatého Felixe a Adaukta | Bílá věž, okno kaple svatého Felixe a Adaukta | římskokatolická | Piaristické náměstí  | 1489           | Kategorie „Chapel of saint Felix and Adauctus (České Budějovice)“ na Wikimedia Commons | Přízemí Bílé věže bylo upraveno a využíváno jako kaple, současný stav není známý.                                                                                        |
| kostel Nejsvětější Trojice     | Kostel Nejsvětější Trojice                    | římskokatolická | U Trojice            | 1515           | Kategorie „Church of Holy Trinity (České Budějovice)“ na Wikimedia Commons             | Součást bývalého morového špitálu na křižovatce Pražská – U Trojice, pozdně gotická stavba. Využíván do roku 1971, v roce 1982 upraven pro Památkový ústav.              |
| kostel svaté Anny              | kostel svaté Anny                             | římskokatolická | Kněžská 6            | 1615–1621      | Kategorie „Church of Saint Anne (České Budějovice)“ na Wikimedia Commons               | Dnes využíván Jihočeskou filharmonií jako koncertní síň Otakara Jeremiáše.                                                                                               |
| Žižkův dům                     |                                               | evangelická     | Lannova 27           | 26. dubna 1934 |                                                                                        | Českobratrský evangelický sbor r. 1934 otevřel ve druhém patře modlitebnu (kapli) poté, co musel v dubnu 1931 opustit školní kapli v Nové ul.                            |

## Neznámý stav
| Název              | Obrázek                      | Církev          | Umístění       | Založení | Galerie | Popis |
| ------------------ | ---------------------------- | --------------- | -------------- | -------- | ------- | --- |
| kaple na děkanství | děkanství u svatého Mikuláše | římskokatolická | U Černé věže 4 |          |         | kaple zmíněná jako dočasné (konec 60. až konec 80. let 20. století) umístění relikviáře svatého Auraciána, stávající stav neuveden |

## Zaniklé
| Název                            | Obrázek                                                  | Církev          | Umístění              | Založení      | Galerie                                                                               | Popis |
| -------------------------------- | -------------------------------------------------------- | --------------- | --------------------- | ------------- | ------------------------------------------------------------------------------------- | --- |
| Betlémská kaple                  | Německé reálné gymnázium                                 | československá  | Jeronýmova            |               |                                                                                       | Polovina tělocvičny německého reálného gymnázia byla přepažena a využívána československou církví pod označením Betlémská kaple. Československá církev v Budějovicích vznikla roku 1920, zprvu se bohoslužby konaly na zahradě Besedy, poté v Betlémské kapli a následně v paláci YMCA. |
| Kaple církve československé      |                                                          | československá  | autobusové nádraží    |               |                                                                                       | Církev československá získala prostory v paláci YMCA, které využívala patrně do jeho požáru 23. prosince 1923. V roce 1924 postavila vlastní kostel Husův sbor. |
| Kaple Nejsvětější Trojice        |                                                          | římskokatolická | Piaristická kolej     |               |                                                                                       | Poloha původní kaple Piaristické koleje (dnešní budova biskupství) není známa. Zanikla po zabrání koleje biskupem. |
| kaple Německé reálky             | Německé reálné gymnázium, vlevo kaple                    | římskokatolická | Lannova               | poč. 20. st.  | Kategorie „Kaple Německého reálného gymnázia (České Budějovice)“ na Wikimedia Commons | Školní kaple Německého reálného gymnázia, objekt (v oblasti parkoviště OD Prior) byl poškozen bombardováním a po roce 1945 stržen. Na snímku zcela vlevo. |
| kaple Panny Marie                |                                                          | římskokatolická | Goethova 1            | 1905          |                                                                                       | Neorenezanční vězeňská kaple v budově soudu. Vysvěcená 15. června 1905 v 8 hodin ráno J. exc. biskupem Thdr. Martinem Říhou. Zanikla po roce 1948. |
| kaple Panny Marie Lurdské        |                                                          | římskokatolická | Žižkova třída 4       | 1888          |                                                                                       | Kaple založená v tehdejším průjezdu předcházela stavbě kostela Panny Marie Růžencové. |
| kaple radiačního ústavu          |                                                          | římskokatolická | B. Němcové 3          | 29. září 1946 |                                                                                       | 1946 po zrušení chudobince a založení ústavu radioterapie znovuobnovena kaple v budově a vysvěcena za přítomnosti předsedy MNV J. Ployhara. Kaple byla době bohoslužeb přístupná veřejnosti.                                                                                            |
| kaple svaté Anny                 |                                                          | římskokatolická | staroměstský hřbitov  |               |                                                                                       | 17. srpna 1663 žádal městský děkan Tomáš Josef Cuculus o opravu kaple a obnovu oltáře sv. Anny (neznámo s jakým výsledkem, nejspíš negativním); 17. ledna 1794 byla kaple při kanonádě během pohřbu hejtmana Herla těžce poškozena; roku 1802 zrušena a nahrazena umrlčí komorou        |
| kaple svaté Markéty              |                                                          | římskokatolická | U Černé věže          | 14. století   |                                                                                       | původní synagoga byla po pogromu v roce 1505 vysvěcena a využívána jako římskokatolická kaple, od roku 1566 užívána jako hospoda |
| kaple svatého Jakuba             |                                                          | římskokatolická | Kněžská               | 1308          |                                                                                       | Gotická kaple, kterou nahradila současná kaple Smrtelných úzkostí Páně. |
| kaple svatého Jiří               | Kaple svatého Jiří                                       | římskokatolická | Piaristické náměstí   |               | Kategorie „Chapel of Saint George (České Budějovice)“ na Wikimedia Commons            | Někdejší kaple v areálu kláštera uváděná již ve 14. století, zřejmě se nacházela v místnosti u severozápadního rohu křížové chodby. Společně s knihovnou šlo o jedinou místnost, která bez úhony přestála požár roku 1381.                                                              |
| kaple svatého Karla Boromejského |                                                          | římskokatolická | Lannova               | poč. 20. st.  |                                                                                       | Kaple v areálu kláštera boromejek vystavěném na křižovatce Lannovy a Jeronýmovy na přelomu 19. a 20. století. Zničeno bombardováním za 2. světové války. |
| kaple svatého Prokopa            | kaple svatého Prokopa                                    | římskokatolická | Fráni Šrámka 1216/9   | 1893          | Kategorie „Chapel of Saint Procopius (České Budějovice)“ na Wikimedia Commons         | Školní kaple v nové budově české reálky (dnešní SŠ a VOŠ cestovního ruchu) byla vysvěcena biskupem Martinem Říhou 28. září 1893. |
| kaple svatého Václava            | kaple svatého Václava                                    | římskokatolická | Antonína Trägera      | 1913          | Kategorie „Chapel of Saint Wenceslaus (Kněžské Dvory)“ na Wikimedia Commons           | Kněžské Dvory. Velká mešní pseudogotická kaple s věží stávala poblíž křižovatky ulic Antonína Trägera a Nemanická. Zbořena v létě 1962. |
| kaple svatého Václava            | kaple svatého Václava                                    | římskokatolická | Suchovrbenské náměstí | 1853          | Kategorie „Chapel of Saint Wenceslaus (Suché Vrbné)“ na Wikimedia Commons             | Suché Vrbné. Šestiboká centrální kaple se sanktusníkem zbořena 3. dubna 1955. |
| měšťanská kaple                  |                                                          | římskokatolická | Kněžská 22            |               |                                                                                       | Při asanaci v roce 1981 byly v přízemí domu objeveny fresky naznačující, že v tomto prostoru existovala měšťanská kaple. |
| nemocniční kaple                 |                                                          | římskokatolická | B. Němcové 54         |               |                                                                                       | Existenci kaple a fotografii jejího interiéru z 1. desetiletí 20. století uvádí Encyklopedie Českých Budějovic. |
| kostel svatého Václava           | kostel svatého Václava                                   | římskokatolická | Krajinská 42-44       | 1327          |                                                                                       | Areál špitálního kostela s hřbitovem se rozkládal do rohu současné Krajinské a Hradební. Zbourán 1840. |
| piaristická kaple                |                                                          | římskokatolická | Biskupská 4           | 1767          |                                                                                       | 18. listopadu 1767 vysvětil budějovický děkan František Eichler kapli piaristické koleje vytvořenou spojením dvou zadních místností prvního patra a vybavenou oltáři sv. Josefa Kalasánského, sv. Kříže a sv. Jana Nepomuckého. Konaly se zde mj. primice a svatby.                     |
| prozatímní piaristická kaple     |                                                          | římskokatolická | Biskupská 4           | 1767          |                                                                                       | Během oslav svatořečení zakladatele řádu Josefa Kalasánského musela již v nově vzniklé piaristické koleji existovat prozatímní kaple. |
| Synagoga v ulici U Černé věže    |                                                          | židovská        | U Černé věže          |               |                                                                                       | původní židovská synagoga fungovala do pogromu roku 1505, poté vysvěcena na kapli svaté Markéty |
| Synagoga u Justičního paláce     | synagoga za justičním palácem z oken biskupské rezidence | židovská        | F. A. Gerstnera       | 1887–1888     | Kategorie „Synagogue in České Budějovice“ na Wikimedia Commons                        | více v samostatném článku |
| U Zlatého anděla                 | U Zlatého anděla                                         | židovská        | Žižkova × Čechova     | ?             |                                                                                       | V zadním traktu hostince U Zlatého anděla měla židovská obec modlitebnu. Hostinec existoval již před rokem 1882 a zanikl při bombardování v březnu 1945. |
| Zimní synagoga                   | Biskupská 5                                              | židovská        | Biskupská 5           | 1928          |                                                                                       | modlitebna židovské obce zřízená v domě fungovala až do německé okupace |

## Nerealizované
| Název                           | Obrázek                  | Církev          | Umístění                     | Založení        | Galerie                                                            | Popis |
| ------------------------------- | ------------------------ | --------------- | ---------------------------- | --------------- | ------------------------------------------------------------------ | --- |
| Nová katedrála                  | Láblerův návrh katedrály | římskokatolická | Senovážné náměstí            | plán ~1900      | Kategorie „Nová katedrála (České Budějovice)“ na Wikimedia Commons | Pro nedostačující kapacitu katedrály navrhl biskup Říha v roce 1888 postavit novou katedrálu. Z několika možností bylo vybráno Senovážné náměstí, prostor současné hlavní pošty. Záměr zkrachoval počátkem 20. století, ze shromážděných prostředků byl vystavěn mj. kostel svatého Jana Nepomuckého. |
| Kostel Andělů Strážných         |                          | římskokatolická | Palackého náměstí            | 28. 9. 1918     |                                                                    | Pseudobarokní návrh Antonína Procházky. Jeden z kostelů vzniklý namísto zrušeného plánu nové katedrály měl vzniknout zhruba v místě současného Husova sboru. |
| Kostel na „Krumlovském“ náměstí |                          | římskokatolická | Krumlovský rybník            | 1842-1843       |                                                                    | Některé návrhy Josefa Sandnera na realizaci nového předměstí v místě vysušeného Krumlovského rybníka počítaly s centrálním čtvercovým náměstím, v jehož východní straně by stál kostel. |
| Piaristický kostel              |                          | římskokatolická | náměstí Přemysla Otakara II. | plán po r. 1868 |                                                                    | Piaristická kolej v dnešní Biskupské ulici, která byla později zabrána biskupem jako rezidence, měla být na rohu (Biskupská × Radniční, JZ roh náměstí) doplněna kostelem. Prostor dnešního paláce Fénix.                                                                                             |